# Wahlbezirk Böhmen 103
Der Wahlbezirk Böhmen 103 war ein Wahlkreis für die Wahlen zum Abgeordnetenhaus im österreichischen Kronland Böhmen. Der Wahlbezirk wurde 1907 mit der Einführung der Reichsratswahlordnung geschaffen und bestand bis zum Zusammenbruch der Habsburgermonarchie.

## Geschichte
Nachdem der Reichsrat im Herbst 1906 das allgemeine, gleiche, geheime und direkte Männerwahlrecht beschlossen hatte, wurde mit 26. Jänner 1907 die große Wahlrechtsreform durch Sanktionierung von Kaiser Franz Joseph I. gültig. Mit der neuen Reichsratswahlordnung schuf man insgesamt 516 Wahlbezirke mit je einem zu wählenden Abgeordneten, die durch Direktwahl mit allfälliger Stichwahl bestimmt wurden. Der Wahlkreis Böhmen 103 umfasste den Gerichtsbezirk Reichenberg ohne die gleichnamige Stadt Reichenberg, die den Wahlbezirk Böhmen 76 bildete. Aus der Reichsratswahl 1907 ging bereits im ersten Wahlgang der Sozialdemokrat Anton Schäfer als Sieger hervor, wobei er 61,3 Prozent erreichte und seinen stärksten Konkurrenten, Franz Besemüller von der Deutschen Volkspartei deutlich distanzieren konnte. Bei der Reichsratswahl 1911 setzte sich Schäfer ebenfalls im ersten Wahlgang mit 55,6 Prozent durch, wobei Gustav Tomas von der Deutschradikalen Partei mit 30,2 Prozent den zweiten Platz belegte.

## Wahlergebnisse

### Reichsratswahl 1907
Die Reichsratswahl 1907 wurde am 14. Mai 1907 (erster Wahlgang) durchgeführt. Die Stichwahl entfiel auf Grund der absoluten Mehrheit von Anton Schäfer im ersten Wahlgang.
| Kandidat                                                                       | Partei                     | Wahlkreis- stimmen | Prozent |
| ------------------------------------------------------------------------------ | -------------------------- | ------------------ | ------- |
| Anton Schäfer                                                                  | Sozialdemokratische Partei | 6791               | 61,3 %  |
| Franz Besemüller                                                               | Deutsche Volkspartei       | 4066               | 36,7 %  |
| Leopold Kunschak                                                               | Christlichsoziale Partei   | 107                | 1,0 %   |
| Sebastian Träger                                                               | Tschechischer Zählkandidat | 81                 | 0,7 %   |
|                                                                                | Sonstige Parteien          | 37                 | 0,3 %   |
| Wahlberechtigte: 12.813, Ungültige/Leere Stimmen: 126, Wahlbeteiligung: 87,5 % |                            |                    |         |

### Reichsratswahl 1911
Die Reichsratswahl 1911 wurde am 13. Juni 1911 durchgeführt. Die Stichwahl entfiel auf Grund der absoluten Mehrheit von Anton Schäfer im ersten Wahlgang.
| Kandidat                                                                       | Partei                     | Wahlkreis- stimmen | Prozent |
| ------------------------------------------------------------------------------ | -------------------------- | ------------------ | ------- |
| Anton Schäfer                                                                  | Sozialdemokratische Partei | 6239               | 55,6 %  |
| Gustav Tomas                                                                   | Deutschradikale Partei     | 3393               | 30,2 %  |
| Anton Prokop                                                                   | Deutsche Arbeiterpartei    | 1148               | 10,2 %  |
| Heinrich Retella                                                               | Tschechischer Zählkandidat | 328                | 2,9 %   |
| Karl Stroh                                                                     | Christlichsoziale Partei   | 98                 | 0,9 %   |
|                                                                                | Sonstige Parteien          | 18                 | 0,2 %   |
| Wahlberechtigte: 13.443, Ungültige/Leere Stimmen: 153, Wahlbeteiligung: 84,6 % |                            |                    |         |